# Prismatomeris
Prismatomeris  es un género con 33 especies de plantas con flores perteneciente a la familia de las rubiáceas.
Es nativo de China y Asia tropical.

## Taxonomía
El género fue descrito por George Henry Kendrick Thwaites y publicado en Hooker's Journal of Botany and Kew Garden Miscellany 8: 268. 1856. La especie tipo es: Prismatomeris albidiflora Thwaites. 

## Especies seleccionadas
- Prismatomeris albidiflora Thwaites (1856).
- Prismatomeris andamanica Ridl. (1940).
- Prismatomeris beccariana (Baill. ex K.Schum.) Johanss. (1987).
- Prismatomeris brachypus Ridl. (1940).[5]